# Fuddruckers

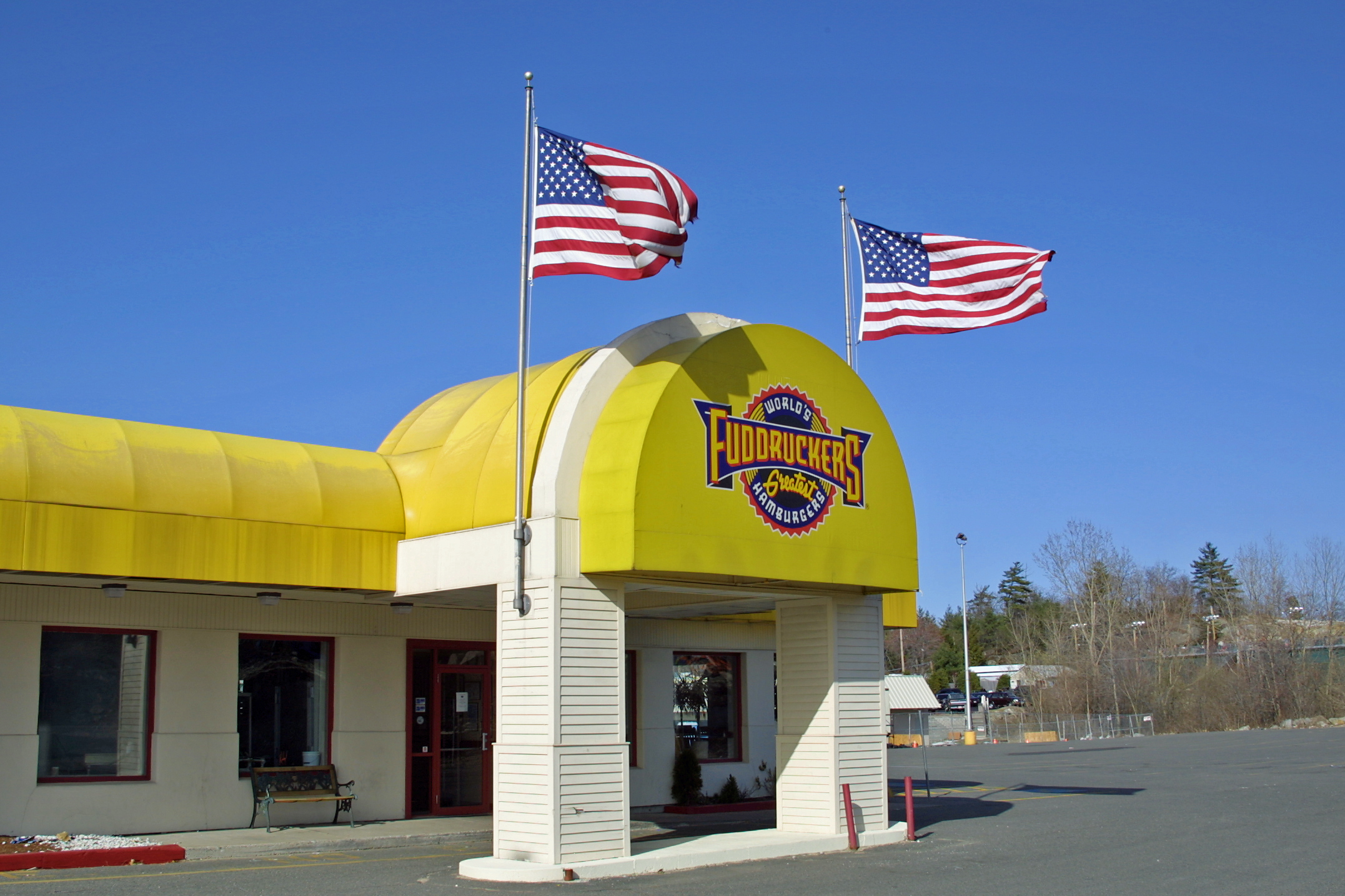
Fuddruckers Restaurant, Rt. 1 Saugus, Massachusetts - 2001

Fuddruckers è una catena di fast food statunitense in franchising specializzata in hamburger. Il concetto di Fuddruckers è di offrire grandi hamburger in cui la carne è macinata sul posto e i panini sono cotti nei locali. Nel 2015, Fuddruckers ha 111 franchise tra gli Stati Uniti ed il resto del mondo. La sede è a Houston, Texas.

## Bancarotta e cambio di proprietà
La crisi finanziaria del 2008 colpì anche Fuddruckers. Il 22 aprile 2010, il proprietario di Fuddruckers, Magic Brands LLC, annuncia l'avvio della procedura di bancarotta. .
Il 18 giugno, 2010, all'asta, l'offerta di Tavistocks venne superata  da Luby's per gli asset di Fuddruckers, con una offerta di $61 milioni. Secondo una stima successiva, l'importo fu di 63.45 milioni di dollari. L'acquisizione fatta da Luby's di Fuddruckers e Koo Koo Roo è stata finalizzata nel 2010